# Ausseer Sandlingalm
Die Ausseer Sandlingalm, oder nur Sandlingalm, ist eine Alm in der Gemeinde Altaussee im österreichischen Bundesland Steiermark. Die Alm liegt im Südwesten des Toten Gebirges, in einer Höhe von 1290 m ü. A. am Nordfuß des Sandlings. Die fünf Almhütten sind im klassischen Ausseer Stil erbaut. Sie haben einen kleinen Stall unten und den Wohnraum darüber. Die Alm ist im Besitz der Österreichischen Bundesforste. Fünf Bauern besitzen die Servituts-Weiderechte und treiben im Sommer Galtvieh auf. Zur Alm führt eine nicht öffentliche Forststraße.

## Wanderwege
Folgende markierten Wanderwegen führen zur bzw. über die Ausseer Sandlingalm:
- Europäischer Fernwanderweg E4 (zwischen Blaa-Alm und Lambacher Hütte)
- Nordalpenweg (Österreichischer Weitwanderweg 01 vom Neusiedler See zum Bodensee).
- Via Alpina Purple A31 (Abschnitt Loserhütte – Bad Goisern)
- Wanderweg 201 vom Steinberg (Salzbergwerk Altaussee)